# Уго Гастуло
Уго Гастуло (ісп. Hugo Gastulo, нар. 9 січня 1958, Ліма) — перуанський футболіст, що грав на позиції захисника. Відомий за виступами за клуб «Універсітаріо де Депортес», а також у складі національної збірної Перу. Триразовий чемпіон Перу.

## Клубна кар'єра
Уго Гастуло народився в Лімі. У 1977 році розпочав виступи в команді «Універсітаріо де Депортес», кольори якої і захищав протягом усієї своєї кар'єри гравця, що тривала до 1987 року. У 1982, 1985 та 1987 роках ставав у складі команди чемпіоном Перу.

## Виступи за збірну
1979 року дебютував в офіційних матчах у складі національної збірної Перу. У складі збірної був учасником чемпіонату світу 1982 року в Іспанії. У складі збірної грав до 1985 року, провів у її формі 21 матч, у яких забитими м'ячами не відзначився.